# Richard Jouve
Pour les articles homonymes, voir Jouve.
Richard Jouve, né le 25 octobre 1994 à Briançon, est un fondeur français spécialisé dans le sprint. Lors des Jeux olympiques 2018 de Pyeongchang, il remporte la médaille de bronze du sprint par équipes, associé à Maurice Manificat. Il est aussi médaillé de bronze en relais aux Championnats du monde 2019.
Lors de la saison 2022, il remporte son premier petit globe de cristal dans la catégorie sprint. Il est le premier fondeur français à remporter un globe de cristal.

## Carrière
Richard Jouve connaît sa première expérience internationale en participant aux Jeux olympiques d'hiver de la jeunesse de 2012. Lors des Championnats du monde junior 2014, il est médaillé d'argent dans le relais également composé de Jules Lapierre, Valentin Chauvin et Jean Tiberghien. Il fait ses débuts en Coupe du monde en janvier 2015 à l'occasion du sprint d'Otepää avant de marquer ses premiers points lors de la course suivante à Östersund, un sprint en style classique. Il y termine dix-neuvième alors qu'il a été gêné et a chuté dans son quart de finale, résultat qui lui vaut une sélection pour les Championnats du monde de Falun. Il participe à la première épreuve de ces Mondiaux, le sprint classique où il échoue à se qualifier pour les quarts de finale avec le 33e temps. Le 7 mars 2015, il monte sur son premier podium en Coupe du monde en terminant troisième du sprint libre de Lahti pour son troisième départ dans cette compétition.
En 2015, il intègre l'Équipe de France militaire de ski. Il est chasseur alpin.
Pour sa deuxième saison en coupe du monde, Richard Jouve confirme, le 16 janvier 2016, il se classe troisième du sprint libre de Planica. Sur le podium, il est accompagné d'un autre français, Baptiste Gros, ainsi que de l'Italien Federico Pellegrino. Dès le lendemain, sur l'épreuve de sprint par équipes, il accroche une nouvelle fois la troisième place en compagnie de Valentin Chauvin.
Le 1er mars 2016, sur l'étape de coupe du monde de Gatineau au Canada, il se classe deuxième du sprint libre derrière le Russe Sergueï Oustiougov, c'est à ce jour son meilleur résultat en carrière. Trois jours plus tard sur le sprint libre de Québec, il se classe sixième pendant que son coéquipier en équipe de France Baptiste Gros apporte à la France son premier succès en coupe du monde de sprint.
Lors de la saison 2016/2017, Richard Jouve accroche un nouveau podium en toute fin de saison, le 17 mars 2017. C'est lors du sprint libre de Québec au Canada qu'il se classe troisième ajoutant à son actif un cinquième podium en coupe du monde.

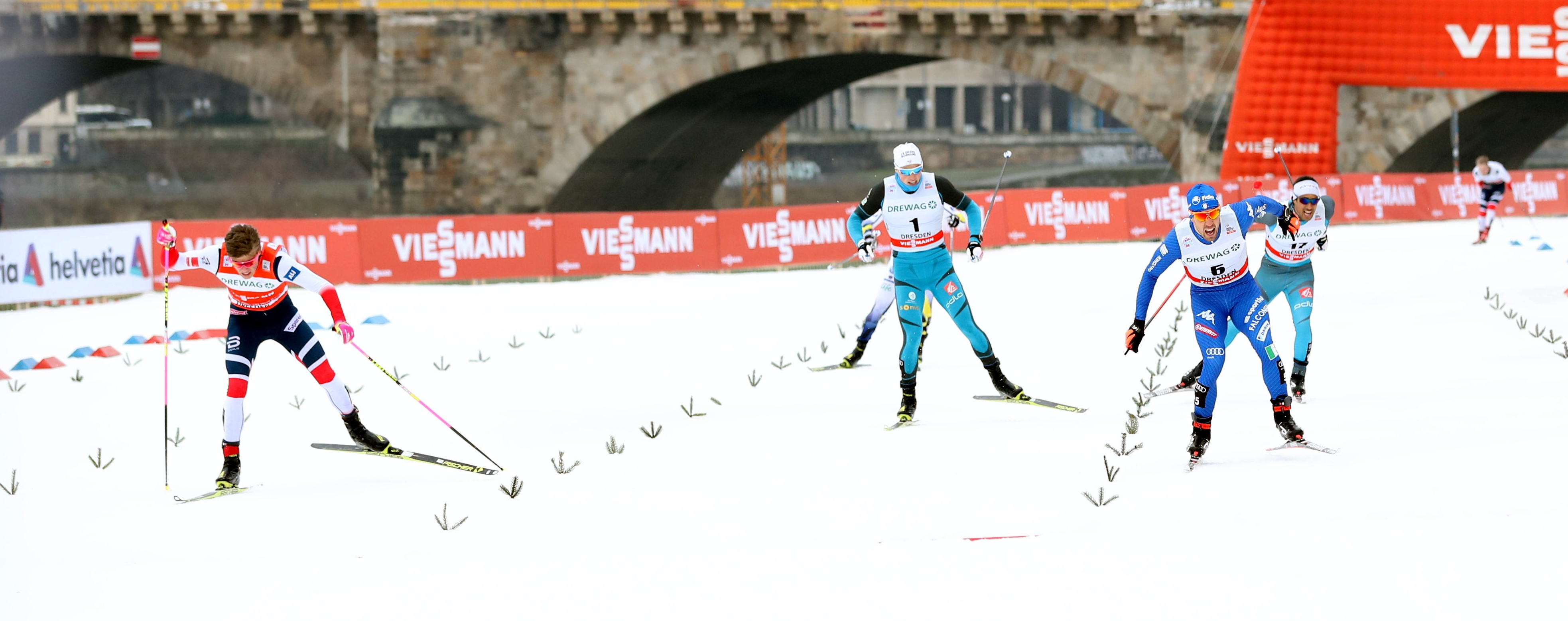
Arrivée d'une étape de coupe du monde à Dresde : de gauche à droite, Johannes Høsflot Klæbo, Lucas Chanavat, Federico Pellegrino et Richard Jouve.

Lors des Jeux olympiques 2018 de Pyeongchang, il termine à la 29e place des qualifications du sprint classique, avant d'être éliminé lors de son quart de finale. Lors du sprint par équipes, disputé en style libre, il est associé à Maurice Manificat. Les deux hommes obtiennent la troisième place, derrière la Norvège de Martin Johnsrud Sundby et Johannes Høsflot Klæbo et les représentants de l'OAR, Denis Spitsov et Aleksandr Bolshunov.
Avant d'obtenir ce Graal olympique, Richard Jouve avait obtenu bon nombre de places d'honneur sur les épreuves de coupe du monde. Avec notamment une cinquième place à Davos, une sixième place à Lenzerheide, une quatrième place à Dresde ou encore une septième place à Seefeld, toutes obtenues sur des sprint libre Il termine la saison 2107/2018 à la huitième place du classement général du sprint de la coupe du monde de ski de fond.

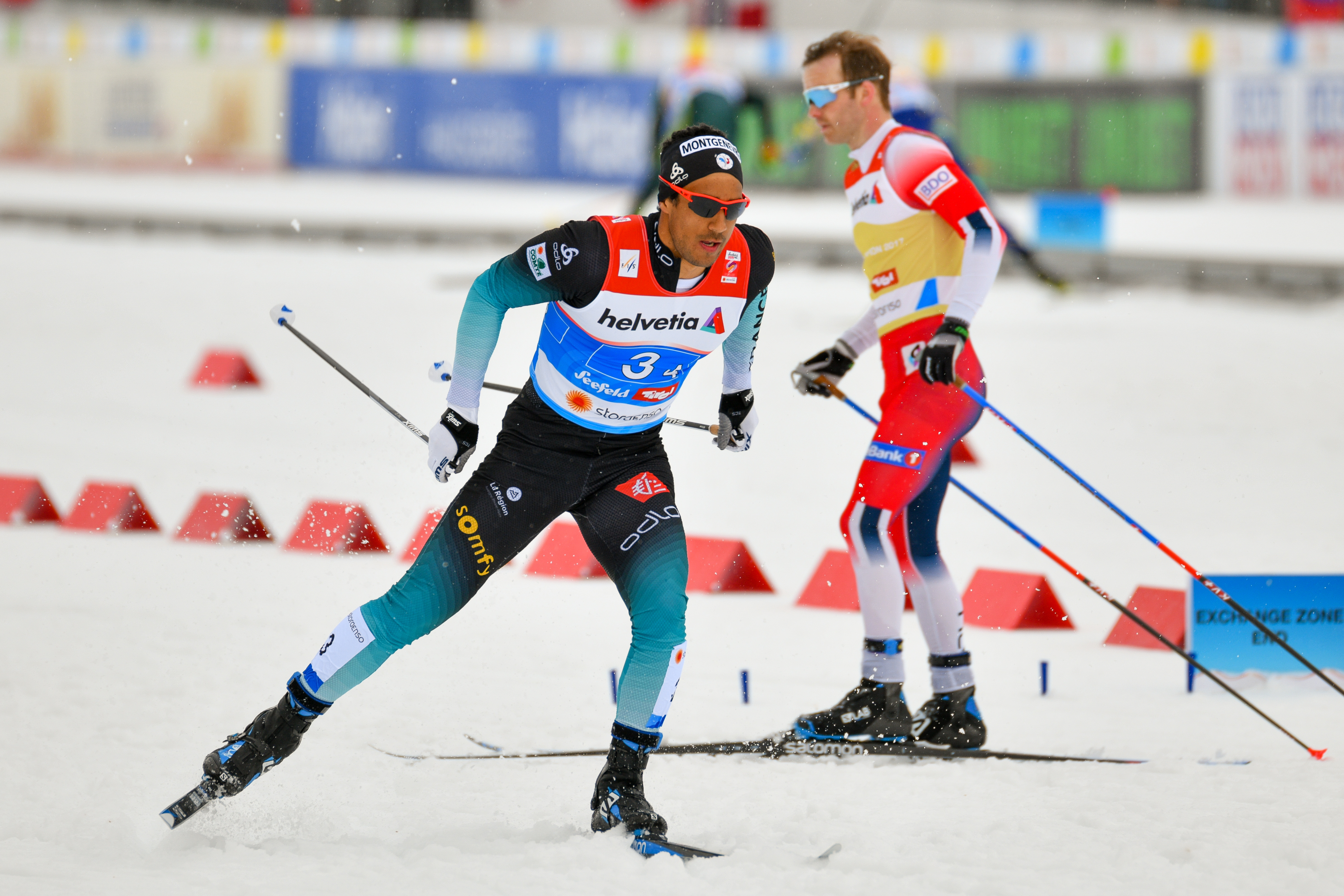
Richard Jouve lors du relais des mondiaux 2019 de Seefeld.

Lors de la saison 2018-2019, il obtient une deuxième place lors de l'étape de Toblach sur le Tour de ski, devancé par Johannes Høsflot Klæbo et devant Lucas Chanavat. Il est de nouveau en finale d'un sprint, en janvier à Dresde, où il termine quatrième, devant ses compatriotes Chanavat et Baptiste Gros. À la fin du mois, il est aligné au sein du relais 4 × 10 km à Ulricehamn. Lors du sprint des championnats du monde de Seefeld, disputé en style classique, il termine quatrième de la finale remportée par Johannes Høsflot Klæbo, Chanavat terminant également sixième. Les deux hommes sont associés pour l'épreuve du sprint par équipes, où ils terminent cinquième de la course remportée par et Emil Iversen. Lors du relais 4 × 10 km, il est aligné en quatrième position, derrière Adrien Backscheider, Maurice Manificat et Clément Parisse. Parti en quatrième position, il rejoint le Finlandais Perttu Hyvarinen, puis le depasse dans la ligne d'arrivée finale. Lors du sprint de Drammen le 12 mars, il parvient à décrocher son premier podium en technique classique derrière Johannes Hosflot Klaebo et Eirik Brandsdal.
Dès la première épreuve de la saison 2019-2020 à Ruka en Finlande, il se classe troisième du sprint classique. Il réalise l'exploit d'être le premier Français à accrocher un podium en sprint sur ce site qui était réputé pour ne pas réussir aux français. Lors du sprint suivant, à Davos, il est éliminé en demi-finale, son compatriote Chanavat terminant deuxième derrière Klaebo. La semaine suivante, Jouve termine cinquième de la finale que remporte Chanavat. Sur ce site de Planica, les deux hommes sont associés lors du sprint par équipe, terminant à la quatrième place. Lors du premier sprint du Tour de ski, à Lenzerheide. Au soir de cette étape, il quitte le tour et retrouve le circuit de la coupe du monde à Dresde où il termine 22e du sprint libre, puis septième dans le sprint par équipe. Il termine ensuite 17e d'un sprint classique à Falun. Il participe au sprint du FIS Ski tour à Are, terminant 24e, puis s'incline en demi-finale du sprint libre de Drammen.
Lors de la première épreuve de la coupe du monde 2020-2021, il ne parvient pas à se qualifier lors du sprint du Ruka triple. Lors du sprint de Davos, il parvient en finale où il termine à la cinquième place. La semaine suivante, à Dresde, Chanavat et Jouve, présent dans la même demi-finale, sont tous les deux éliminés à ce stade. Le lendemain, associés lors de l'épreuve par équipes, ils terminent deuxième derrière la paire russe. Lors de la première étape du Tour de ski, il termine troisième du sprint libre de Val Mustaïr, derrière Federico Pellegrino et Aleksandr Bolshunov. Il reste sur le Tour, terminant 29e du sprint classique de Val di Fiemme, disqualifié en quart de finale pour avoir gêné un concurrent. Lors du sprint classique de Falun, il termine à la 16e place, puis atteint de nouveau la finale, à Ulriceham, où il se classe quatrième. Le jour suivant, Chanavat et Jouve terminent neuvième du sprint par équipes, Chanavat ne chutant juste avant le passage du dernier relais. Lors des mondiaux d'Oberstdorf, il termine troisième de sa demi-finale, ne parvenant pas à se qualifier pour la finale.
Lors de la saison 2021-2022, il participe aux Jeux olympiques de Pékin. Il remporte la médaille de bronze avec le relais français.
En 2022-2023, en l'absence de Johannes Klæbo, lauréat des deux premiers sprints de la saison et qui est malade, Richard Jouve remporte l'épreuve de sprint classique de Beitostølen, ce qui constitue sa troisième victoire dans une épreuve de coupe du monde en carrière.
Le 28 janvier 2023, lors de la première coupe du monde organisée dans le Haut-Jura aux Rousses, il bat le meilleur sprinteur de l'histoire, Johannes Klæbo.

## Palmarès

### Jeux olympiques d'hiver
| Épreuve / Édition   | Sprint                           | Sprint                           | 15 km | 15 km                            | Skiathlon 2 × 15 km | 50 km | Relais | Relais    |
| Épreuve / Édition   | libre                            | classique                        | libre | classique                        | Skiathlon 2 × 15 km | 50 km | Sprint | 4 × 10 km |
| JO 2018 Pyeongchang | Épreuve inexistante à cette date | 16e                              | —     | Épreuve inexistante à cette date | —                   |       | Bronze | —         |
| JO 2022 Pékin       |                                  | Épreuve inexistante à cette date | 7e    |                                  |                     |       | 7e     | Bronze    |

Légende :
- : première place, médaille d'or
- : deuxième place, médaille d'argent
- : troisième place, médaille de bronze
- : pas d'épreuve
- — : Non disputée par Jouve

### Championnats du monde
| Épreuve / Édition        | Sprint                           | Sprint                           | 15 km                            | 15 km                            | Skiathlon 2 × 15 km | 50 km | Relais | Relais    |
| Épreuve / Édition        | libre                            | classique                        | libre                            | classique                        | Skiathlon 2 × 15 km | 50 km | Sprint | 4 × 10 km |
| Mondiaux 2015 Falun      | Épreuve inexistante à cette date | 33e                              | —                                | Épreuve inexistante à cette date | —                   | —     | —      | —         |
| Mondiaux 2017 Lahti      | 16e                              | Épreuve inexistante à cette date | Épreuve inexistante à cette date | —                                | —                   | —     | 11e    | —         |
| Mondiaux 2019 Seefeld    | 4e                               | Épreuve inexistante à cette date | —                                | Épreuve inexistante à cette date | —                   | —     | 5e     | Bronze    |
| Mondiaux 2021 Oberstdorf | Épreuve inexistante à cette date | 7e                               | —                                | Épreuve inexistante à cette date | —                   | —     | 4e     | —         |
| Mondiaux 2023 Planica    | Épreuve inexistante à cette date |                                  |                                  |                                  |                     |       | Bronze |           |

Légende :
- : pas d'épreuve
- — : Non disputée par Richard Jouve

### Coupe du monde
- Meilleur classement général : 4e en 2022.
- 1 petit globe de cristal : Vainqueur du classement du sprint en 2022.
- 13 podiums individuels : 4 victoires, 3 deuxièmes places et 6 troisièmes places.
- 5 podiums en sprint par équipes : 1 victoire, 2 deuxièmes places et 2 troisièmes places.

#### Courses par étapes
- Nordic Opening : 1 podium d'étape.
- Tour de ski : 3 podiums d'étape.
- Finales : 1 podium d'étape.
- Ski Tour Canada : 1 podium d'étape.

#### Classements détaillés
| Saison / Épreuve | Général | Général | Distance | Distance | Sprint | Sprint | Tour de ski depuis 2007 | Finales depuis 2008              | Nordic Opening depuis 2011 |
| ---------------- | ------- | ------- | -------- | -------- | ------ | ------ | ----------------------- | -------------------------------- | -------------------------- |
| Saison / Épreuve | Place   | Points  | Place    | Points   | Place  | Points | Tour de ski depuis 2007 | Finales depuis 2008              | Nordic Opening depuis 2011 |
| 2015             | 76e     | 72      | -        | -        | 34e    | 34     | —                       | Épreuve inexistante à cette date | —                          |
| 2016             | 39e     | 174     | 86e      | 5        | 16e    | 169    | —                       | 45e                              | —                          |
| 2017             | 64e     | 100     | -        | -        | 34e    | 100    | —                       | —                                | Abandon                    |
| 2018             | 33e     | 206     |          |          | 8e     | 206    | Abandon                 | Abandon                          | Abandon                    |
| 2019             | 27e     | 303     | 91e      | 7        | 9e     | 284    | Abandon                 | 25e                              | Abandon                    |
| 2020             | 33e     | 213     | —        | —        | 11e    | 213    | Abandon                 | FIS Ski Tour : —                 | 65e                        |
| 2021             | 27e     | 237     | 63e      | 18       | 6e     | 214    | 45e                     | Épreuve inexistante à cette date | 65e                        |

#### Victoires individuelles
| Épreuve / Édition | Sprint | Sprint                  |
| Épreuve / Édition | libre  | classique               |
| 2021-2022         |        | Drammen Falun           |
| 2022-2023         |        | Beitostølen Les Rousses |

### Championnats du monde junior
- Val di Fiemme 2014 : 
  -  Médaille d'argent en relais.

### Coupe OPA
- 6 podiums, dont 4 victoires.

### Championnats de France
- Champion de France de mass-start en style libre en 2021[33].

## Distinctions
- Chevalier de l'Ordre National du Mérite en 2018[34]